# Municipio de Platte (condado de Clay)
El municipio de Platte (en inglés: Platte Township) es un municipio ubicado en el condado de Clay en el estado estadounidense de Misuri. En el año 2010 tenía una población de 16470 habitantes y una densidad poblacional de 84,74 personas por km².

## Geografía
El municipio de Platte se encuentra ubicado en las coordenadas 39°22′51″N 94°31′49″O / 39.38083, -94.53028. Según la Oficina del Censo de los Estados Unidos, el municipio tiene una superficie total de 194.37 km², de la cual 176.65 km² corresponden a tierra firme y (9.12%) 17.72 km² es agua.

## Demografía
Según el censo de 2010, había 16470 personas residiendo en el municipio de Platte. La densidad de población era de 84,74 hab./km². De los 16470 habitantes, el municipio de Platte estaba compuesto por el 94.5% blancos, el 1.5% eran afroamericanos, el 0.52% eran amerindios, el 0.94% eran asiáticos, el 0.05% eran isleños del Pacífico, el 0.86% eran de otras razas y el 1.64% pertenecían a dos o más razas. Del total de la población el 3.46% eran hispanos o latinos de cualquier raza.